# Archeometallurgie
Archeometallurgie is de studie van de ontwikkeling van de metallurgie, in de prehistorie en de oudheid.
Zoals de naam aangeeft, ligt deze interdisciplinaire wetenschap op het raakvlak van de archeologie en de metallurgie, en vereist kennis van, en inzicht in, deze beide tamelijk uiteenlopende vakgebieden. De wetenschap is relatief jong en nog in staat van ontwikkeling, zoals blijkt uit dit citaat over een symposium van de Society for American Archaeology (SAA) in 2008, in Vancouver, Canada:

..After this session [...] [a] publisher [...] approached us about putting these papers [...] together into a "reader" of early metallurgy to be used for teaching archaeometallurgy to undergraduate students. This was a novel idea...

Anno 2008 was er maar weinig onderzoek op dit gebied in de VS; in Europa was het slechts een weinig beter. In het onderwijs was het nog erger. Specifieke leerboeken ontbraken.
Toch was er al veel langer belangstelling geweest van de kant van de archeologen voor de rol van metalen in de ontwikkeling van de geschiedenis, getuige de indeling van de tijdperken in een steen-, koper-, brons- en ijzertijd. Archeologen hadden ook zeker vaak de hulp van metallurgen ingeroepen. Helaas waren de meeste archeologen slecht onderlegd in de metallurgie en het omgekeerde kon ook gezegd worden. Dit betekent dat belangrijke methodes in de studie van de oude metalen, zoals metallografie, de analyse van slakken en de studie van de technische keramiek die als vaten en mallen gebruikt werden vaak achterwege bleef of niet ten volle benut werd voor het verzamelen van archeologisch belangrijke informatie. Hoewel er verspreid veel mensen al hieraan werkten of gewerkt hadden en er een aantal groepen waren die zich er in specialiseerden, zoals sinds 1990 het Deutsches Bergbau-Museum Bochum, was er van een interdisciplinair vakgebied dus niet echt sprake. De gevolgtrekking van het symposium was dat daar verandering in gebracht moest worden en de aanpak, ook educatief, systematischer moest worden.

## Onderzoeksvragen
De wetenschap houdt zich met een aantal verschillende vraagstukken bezig:
1. Hoe verliep het productieproces van erts naar metaal?
2. Welke metalen werden er in een tijdvak en in een gebied gebruikt?
3. Wat voor ertsen werden er gebruikt?
4. Welke informatie levert de microscopische structuur van het gevonden metalen voorwerp?
5. Wat kan er geleerd worden van aangetroffen archeometallurgische slakken?
6. Welke keramische materialen werden er gebruikt?
7. Kan de productiemethode nagedaan worden? - experimentele archeometallurgie.
8. Hoe onderzoek je een oude mijn archeologisch? - mijnbouwarcheologie.
9. Hoe is de verhouding met etno-archeologische en historische onderzoeksmethoden?
10. Wat is de samenstelling van het metaal, chemisch en qua isotopen?
11. Kan de geografische herkomst van een voorwerp bepaald worden?

Uiteraard moeten al deze vragen -en hun antwoorden- in het kader geplaatst worden van de archeologie van het onderhavige tijdperk en gebied, zodat er ook specialistische kennis naar tijd en plaats verworven moet worden. Anderzijds moeten mensen die aan een opgraving werken ook de nodige kennis hebben om een eventuele vondst naar behoren te behandelen, zodat er geen nuttige informatie verloren gaat.